# Bernhard Heinrich Burckhardt von Westerholt zu Westerholt und Alst
Bernhard Heinrich Burckhardt von Westerholt zu Westerholt und Alst (* 1657 im Haus Alst; † 13. Februar 1708 in Westerholt) war Stammherr der Familie von Westerholt.

## Leben

### Herkunft und Familie
Bernhard Heinrich Burckhardt wurde als Sohn der Eheleute Hermann Otto von Westerholt zu Westerholt und Alst und Anna Elisabeth Sybilla von Westerholt zu Westerholt geboren.
Er heiratete in Münster Henrika Johanna Christiane von Aschebrock zu Malenburg (1656–1725). Sie war die Erbtochter des Adolf Heinrich von Aschebrock zu Malenburg und der Sybilla von Brabeck zu Brabeck, die in zweiter Ehe mit seinem Vater verheiratet war. Aus der Ehe (Eheberedung am 8. September 1681) sind die Kinder Ferdinand Otto (* 1683, verheiratet mit Maria Agnes von Ketteler zu Sythen) und Johannes Matthias Engelbert (* 1685, Domherr zu Hildesheim, Münster (Westfalen) und Halberstadt, Kurkölnischer Geheimer Rat) hervorgegangen.

### Beruflicher Werdegang
Bernhard Heinrich Burckhardt begann im Jahre 1677 ein Studium in Salzburg und übernahm bereits am 13. April des Jahres die Familiengüter. Er wurde fürstbischöflicher Geheimrat. Das von seiner Frau geerbte freiadlige Gut Malenburg wurde 1692 an den Deutschen Orden (Ballei Westfalen) verkauft. Bernhard Heinrich starb im Alter von 50 Jahren. Zu seinem Gedenken ließ die Witwe die Sieben-Schmerzen-Kapelle errichten.